# Malice n Wonderland
Malice N Wonderland è il decimo album in studio del rapper statunitense Snoop Dogg, pubblicato l'8 dicembre del 2009.

## Tracce
1. Intro
2. I Wanna Rock
3. 2 Minute Warning
4. 1800
5. Different Languages (feat. Jazmine Sullivan)
6. Gangsta Luv (feat. The-Dream)
7. Pronto (con Soulja Boy)
8. That's Tha Homie
9. Upside Down (feat. Problem & Nipsey Hussle)
10. Secrets (feat. Kokane)
11. Pimpin Ain't EZ (feat. R. Kelly)
12. Luv Drunk (feat. The-Dream)
13. Special (feat. Brandy & Pharrell)
14. Outro

More Malice – CD bonus nell'edizione speciale
1. I Wanna Rock (feat. Jay-Z) (The Kings G-Mix) – 4:00
2. Protocol – 3:14
3. So Gangsta (feat. Butch Cassidy) – 3:47
4. House Shoes – 3:05
5. That Tree (feat. Kid Cudi) – 4:31
6. You're Gonna Luv Me (feat. Mac Lucci) – 3:03
7. Pronto (feat. Soulja Boy e Bun B) (G-Mix) – 5:21
8. Gangsta Luv (feat. The-Dream) – 4:17

Tracce bonus
1. Gangsta Luv (Mayer Hawthorne G-Mix) – 3:50
2. I Wanna Rock (Travis Barker G-Mix) – 4:00